# Trichonta vitta
Trichonta vitta är en tvåvingeart som först beskrevs av Johann Wilhelm Meigen 1830.  Trichonta vitta ingår i släktet Trichonta och familjen svampmyggor. Arten är reproducerande i Sverige. Inga underarter finns listade i Catalogue of Life.